# Ли Ян (боксёр)
Ли Ян (кит. упр. 李洋, пиньинь Lǐ Yáng, 19 февраля 1982) — китайский боксер-любитель, бронзовый призёр чемпионата мира 2007 года, бронзовый призёр чемпионата Азии 2007 года.

## Любительская карьера
В 2007 году принял участие на чемпионате мира по боксу. В полуфинале встретился с украинским боксёром, непобеждённым Василием Ломаченко. Ли Ян проиграл со счётом (13:13+).
В 2007 году на чемпионате Азии занял третье место.
Принял участие на Олимпийских играх 2008 года. В первом бою победил бразильца Робсона Консейсао (12:4). Во втором бое победил боксёра из Эквадора, Луиса Порозо, а в четвертьфинале проиграл Василию Ломаченко (3:12).